# Grèce au Concours Eurovision de la chanson 2018
La Grèce est l'un des quarante-trois pays participants du Concours Eurovision de la chanson 2018, qui se déroule à Lisbonne au Portugal. Le pays est représenté par la chanteuse Yiánna Terzí et sa chanson Óniró mou (en grec : Όνειρό μου), sélectionnées en interne par le diffuseur grec ERT. La Grèce termine finalement 14e de la demi-finale avec 81 points, ce qui ne lui permet pas de se qualifier en finale.

## Sélection
Le pays a confirmé sa participation le 1er septembre 2017. Le diffuseur grec a alors approché différents labels afin de rechercher le représentant grec. Finalement, le 21 octobre 2017, une sélection télévisée est annoncée par le diffuseur grec.
Ayant reçu vingt candidatures, le diffuseur a alors sélectionnée cinq artistes et chansons pour la finale nationale :
- Areti Ketime – Don't forget the Sun
- Chorostalites – Apo tin Thraki os tin Kriti
- Duo Fina – Idio Tempo
- Yiánna Terzí – Óniró mou
- Tony Vlachos – Baila Jazz

Le nombre a ensuite été restreint à trois seulement et Duo Fina et Tony Vlachos sont éliminés.
Plus tard, le diffuseur ERT décide de la date de la sélection : celle-ci se tiendra le 22 février 2018.
Finalement, le 16 février 2018, il est directement annoncé que la sélection télévisée est annulée et que Yiánna Terzí représentera la Grèce à l'Eurovision 2018 avec sa chanson Óniró mou. Cette décision intervient car le label de Yiánna est alors le seul à avoir versé les fonds demandés par ERT en garantie de la participation à la sélection. Les deux derniers participants sont alors disqualifiés de facto et Yiánna devient automatiquement la représentante du pays. La chanson est présentée en même temps.

## À l'Eurovision
La Grèce a participé à la première demi-finale, le 8 mai 2018. Terminant 14e avec 81 points, le pays échoue à se qualifier pour la finale.